# Мечеть Валлайах
Мечеть Валлайах (англ. Wallajah Mosque) — мечеть в місті Ченнай, штат Тамілнад, Індія. Є найбільшою в Ченнаї і вважається головною мечеттю міста.

## Історія
Мечеть побудована навабом індійського князівства Аркот Мухаммадом Алі Ханом Валлайахом у 1795. Будівля зведена в архітектурному стилі Великих Моголів з граніту без використання заліза та дерева. Меморіальна дошка в мечеті свідчить про те, що будівля відремонтована під час правління Азам Шаха, який встановив на мінарети позолочені шпилі.